# Форель разбивает лёд
«Форель разбивает лёд» — одиннадцатая и последняя книга стихов Михаила Кузмина. Включает в себя стихотворения 1925—1928 годов. Обозначает новое направление в его творчестве, связанное с отказом от социальных и литературных традиций и табу в пользу сцепления образов по принципу вольной ассоциации (т.е. движение в направлении, близком к сюрреализму).

## Художественные принципы
Ещё в предисловии к пьесе «Прогулки Гуля» (1924) Кузмин заявил о переходе к построению больших произведений на чисто ассоциативных принципах: вниманию читателя предлагался «ряд сцен и лирических отрывков, не объединённых условиями времени и пространства, а связанных лишь ассоциацией положений и слов». 
Предпринимались попытки уподобить логику подсознательной ассоциации, на которую отныне опирался Кузмин, технике киномонтажа. Более вероятно, что своеобразие и самоценность сновидческой логики были осознаны Кузминым после знакомства с трудом З. Фрейда о толковании сновидений, а это произошло незадолго до начала работы над первым циклом. 
В литературоведении отмечается широкий диапазон источников, откуда автор черпает свои мотивы и образы. Во многих текстах переслоены и зашифрованы отсылки к художественным произведениям (включая кинофильмы), к событиям личной жизни Кузмина и его гомосексуальным увлечениям (как настоящим, так и давно минувшим), а также текущим событиям городской жизни, волновавшим круг знакомых автора.
В каком направлении развивались художественные искания Кузмина после создания стихотворений сборника — остаётся неизвестным, поскольку почти всё его последующее стихотворное наследие утрачено.

## Структура
Книга состоит из шести частей:
1. Форель разбивает лёд (июль 1927 г.)
2. Панорама с выносками (июнь 1926 г.)
3. Северный веер (август 1925 г.)
4. Пальцы дней (октябрь 1925 г.)
5. Для Августа (сентябрь 1927 г.)
6. Лазарь (1928 г.)

Существуют разные взгляды на жанровую природу сборника — представляют ли собой его части лирические поэмы или сюжетные циклы. Подобие сквозного сюжета, свойственное поэмам, чётко прослеживается только в заключительной части сборника.
Связь стихотворений в циклы зачастую основана на внешних признаках, каковы двенадцать ударов часов в новогоднюю ночь в первом из циклов, панорама во втором, семь створок веера в третьем, дни недели (и соответствующие им планеты) — в четвёртом, канва псевдоевангелия — в последнем.

## Цикл «Форель разбивает лёд»
Наиболее высокие оценки литературной критики получил первый цикл стихотворений, давший название всему сборнику. Он состоит из двух предисловий, двенадцати различных по метрике сюжетных эпизодов — «ударов» и заключения. Отдельные эпизоды связывают как общие герои, так и пульсирующий любовный сюжет, который вольно переносится автором «из современности в мир мифологизированной кинематографичности, балладного мистицизма, а более всего — воспоминаний из собственного прошлого». 
Непосредственный импульс к созданию цикла дало знакомство Кузмина с оккультным романом «Ангел западного окна» за авторством австрийца Густава Мейринка, уже известного ему в качестве автора бестселлера «Голем» (1915). Новая книга привлекла его внимание в книжной лавке, как только поступила в продажу: «С вожделением смотрю каждый день на книжку Meyrink’a, боясь, не пропадёт ли она. Теперь прочел её название: Der Engel vom westlichen Fenster». Кузмин приступил к созданию цикла 19 июля 1927 года, через 6 дней после получения в подарок книги Мейринка, и работал над ним до 26 июля. В письме к Ольге Арбениной он сообщает:
Я написал большой цикл стихов: «Форель разбивает лед», без всякой биографической подкладки. Без сомнения, толчком к этому послужил последний роман Мейринка «Der Engel vom westlichen Fenster». Прекрасный роман. Непременно прочтите его, когда приедете. Оказал большое влияние на мои стихи.
Впрочем, заверения автора об отсутствии у стихов биографической составляющей мало кого ввели в заблуждение. Поэтесса Анна Радлова не только приняла на свой счёт описание красавицы «как полотно Брюллова», но и пустилась, по словам Кузмина, «распределять роли этой выдуманной истории между знакомыми». Посвящение печатной версии всего цикла Радловой стало ответом на её просьбу.
Сам Кузмин поначалу не был циклом вполне доволен и, по-видимому, не считал его завершённым. Так, через месяц после завершения работы он пишет: «Отрывки из „Форели“ мне самому кажутся чужими и привлекают каким-то давно потерянным голосом, страстным, серьёзным и мужественным. Будто после крушенья какого-то очень значительного романа, о котором вспомнишь, и сердце обольётся кровью».